# Amphibiens et reptiles de Saint-Barthélemy

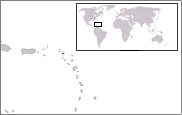
Localisation de Saint Barthélemy dans les Caraïbes

Voici la liste des amphibiens  et reptiles  de l’île de Saint-Barthélemy, dans les Petites Antilles. Elle est tirée de la dernière mise à jour de la faune de Saint-Barthélemy.

## Amphibiens
Il y a 4 espèces de grenouilles à Saint-Barthélemy : 3 introduites et une endémique mais éteinte aujourd'hui. 

### Grenouilles (Anura)
| Espèce                          | Nom vernaculaire           | Notes | Image               |
| Rainettes (Hylidae)             | Rainettes (Hylidae)        | Rainettes (Hylidae) | Rainettes (Hylidae) |
| ------------------------------- | -------------------------- | --- | ------------------- |
| Osteopilus septentrionalis,     | Rainette de Cuba           | Endémique de Cuba. Première mention de l'espèce sur Saint-Barthélemy par Breuil en 1996. Arrivée sur l’île avec des plantes en provenance de Floride, après l’ouragan Luis de 1995. |                     |
| Hylodes (Eleutherodactylidae)   |                            | |                     |
| Eleutherodactylus johnstonei,   | Hylode de Johnstone        | Endémique des Petites Antilles. Première mention sur Saint-Barthélemy par Breuil en 1996.                                                                                           |                     |
| Eleutherodactylus martinicensis | Hylode de la Martinique    | Espèce quasi menacée. Endémique des Petites Antilles. Première mention sur Saint-Barthélemy par Magras en 1992 in Breuil 2002. Arrivée sur l’île au début des années 1980.          |                     |
| Eleutherodactylus sp.,          | Hylode de Saint-Barthélemy | Endémique des Saint-Barthélemy. Première mention sur Saint-Barthélemy par L'Herminier en 1815, puis par Plée en 1821 in Breuil 2002. Disparue.                                      |                     |

## Reptiles
Cette liste inclut les tortues marines et les espèces introduites, un total de 20 espèces sont reconnues. 

### Tortues  (Testudines)
| Espèce                                   | Nom vernaculaire                  | Notes | Image                             |
| Tortues terrestres (Testudinidae)        | Tortues terrestres (Testudinidae) | Tortues terrestres (Testudinidae) | Tortues terrestres (Testudinidae) |
| ---------------------------------------- | --------------------------------- | --- | --------------------------------- |
| Chelonoidis carbonaria ,                 | Tortue charbonnière               | Originaire d’Amérique du Sud, introduite et très commune. Première mention de l'espèce sur Saint-Barthélemy faite par L'Hérminier en 1815. |                                   |
| Tortues dulçaquicole (Emydidae)          |                                   | |                                   |
| Trachemys scripta elegans,               | Tortue de Floride                 | Originaire d’Amérique du Nord, introduite dans l’étang de St-Jean.                                                                         |                                   |
| Tortues marines à écailles (Cheloniidae) |                                   | |                                   |
| Caretta caretta                          | Caouanne                          | En danger. |                                   |
| Chelonia mydas                           | Tortue verte                      | En danger. |                                   |
| Eretmochelys imbricata                   | Tortue imbriquée                  | En danger critique. |                                   |
| Tortue marine cuir (Dermochelyidae)      |                                   | |                                   |
| Dermochelys coriacea                     | Tortue luth                       | En danger critique. |                                   |

### Lézards et serpents (Squamata)
| Espèce                                       | Nom vernaculaire                | Notes | Image                           |
| Geckos des maisons (Gekkonidae)              | Geckos des maisons (Gekkonidae) | Geckos des maisons (Gekkonidae) | Geckos des maisons (Gekkonidae) |
| -------------------------------------------- | ------------------------------- | --- | ------------------------------- |
| Hemidactylus mabouia                         | Mabouya des maisons             | Introduit d’Afrique. Première mention de l'espèce sur Saint-Barthélemy par Breuil en 1996. |                                 |
| Geckos à queues turbinées (Phyllodactylidae) |                                 | |                                 |
| Thecadactylus rapicauda                      | Gros Mabouya Thecadactyle       | Endémique des Petites Antilles et d’Amérique du Sud. Première mention sur Saint-Barthélemy par Barbour en 1914. |                                 |
| Sphéros (Sphaerodactylidae)                  |                                 | |                                 |
| Sphaerodactylus parvus                       | Sphéro du Banc d'Anguilla       | Endémique du Banc d’Anguilla (Saint-Barthélemy, Saint-Martin et Anguilla). Première mention sur Saint-Barthélemy par King en 1962. |                                 |
| Sphaerodactylus sputator                     | Sphéro des îles du nord         | Endémique du Banc d’Anguilla (Saint-Barthélemy, Saint-Martin et Anguilla) et du Banc de Saint-Eustache (Saint-Eustache, Saint-Kitts et Nevis). Première mention sur Saint-Barthélemy par King en 1962.                                                          |                                 |
| Iguanes (Iguanidae)                          |                                 | |                                 |
| Iguana delicatissima,                        | Iguane des Petites Antilles     | En danger. Endémique des Petites Antilles. Première mention sur Saint-Barthélemy par Euphrasen en 1788 in Tingbrand 1995. |                                 |
| Iguana iguana,                               | Iguane vert, Iguane commun      | Introduit d’Amérique centrale par l’intermédiaire de Saint-Martin, menace l’Iguane des Petites Antilles par l’hybridation. Première confirmation de l’Hybridation entre Iguana delicatissima et Iguana iguana sur Saint-Barthélemy par Grégory Moulard en 2007. |                                 |
| Anolis (Dactyloidae)                         |                                 | |                                 |
| Ctenonotus gingivinus                        | Anolis du Banc d’Anguilla       | Endémique du Banc d’Anguilla (Saint-Barthélemy, Saint-Martin et Anguilla). Première mention sur Saint-Barthélemy par Cope en 1869. |                                 |
| Ameives (Teiidae)                            |                                 | |                                 |
| Ameiva plei                                  | Ameive de Plé                   | Endémique du Banc d’Anguilla (Saint-Barthélemy, Saint-Martin et Anguilla). Cité de Martinique par erreur par Duméril et Bibron en 1839, relocalisé correctement par Barbour et Noble en 1915.                                                                   |                                 |
| Scinque des Antilles (Mabuyidae)             |                                 | |                                 |
| Spondylurus powelli,                         | Couleuvre batarde               | Endémique de Saint-Barthélemy et d’Anguilla. Première mention sur Saint-Barthélemy par L'Hérminier en 1815. Confirmé par Breuil en 1996 sous le nom de Mabuya sloanii et finalement renommé Spondylurus powelli par Hedges et Conn en 2012.                     |                                 |
| Gymnophthalmes (Gymnophthalmidae)            |                                 | |                                 |
| Gymnophthalmus underwoodi                    | Chauffé-soleil                  | Originaire d’Amérique du Sud. Première mention sur Saint-Barthélemy par Questel et Boggio en 2012 à Petit Cul-de-Sac. |                                 |
| Couleuvres Dispadides (Dipsadidae)           |                                 | |                                 |
| Alsophis rijgersmaei,                        | Couresse du Banc d'Anguilla     | En danger. Endémique du Banc d’Anguilla (Saint-Barthélemy, Saint-Martin et Anguilla). Première mention sur Saint-Barthélemy par L'Hérminier en 1815. |                                 |
| Couleuvres (Colubridae)                      |                                 | |                                 |
| Pantherophis guttatus,                       | Serpent des blés                | Introduit d’Amérique du Nord. Première mention sur Saint-Barthélemy par Breuil en 1996. Naturalisation confirmée par Questel et Vitry en 2012. |                                 |
| Typhlopes (Typhlopidae)                      |                                 | |                                 |
| Ramphotyphlops braminus,                     | Typhlops brame                  | Originaire d’Asie. Première mention sur Saint-Barthélemy par Breuil et Magras en 2001. |                                 |
| Typhlops annae,                              | Typhlops de St-Barth            | Endémique de Saint-Barthélemy. Première mention sur Saint-Barthélemy par L'Hérminier en 1815 et décrite par Breuil en 1996. |                                 |